# Austermühle

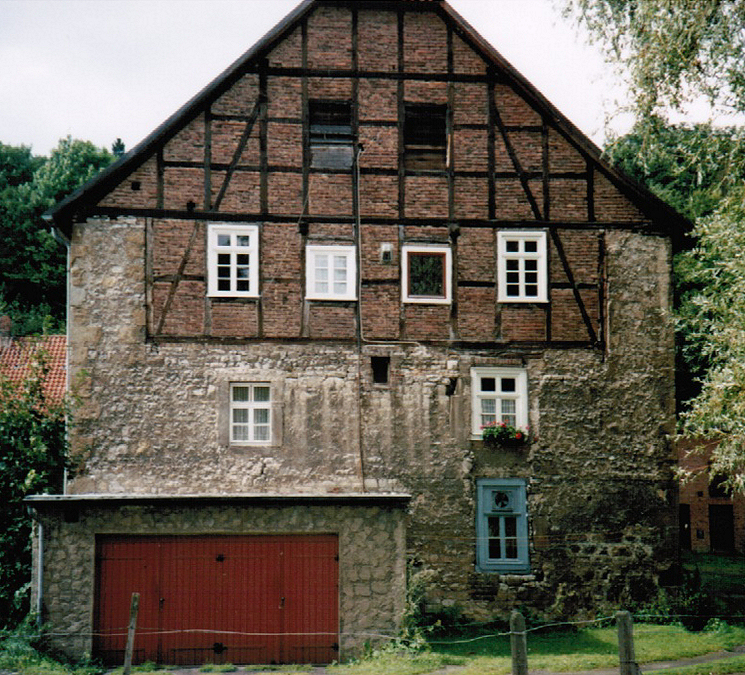
Ansicht von Süden (Zustand 1985)

Die Austermühle ist ein um 1300 erbautes Mühlengebäude in Warburg, Kuhlemühler Weg 8. Es wurde 2015 als denkmalwürdig in die Denkmaltopographie Bundesrepublik Deutschland aufgenommen und am 3. März 2020 durch Eintragung in die Liste der Baudenkmäler in Warburg unter Denkmalschutz gestellt.

## Geschichte
1262 ließ der Paderborner Bischof Simon I. als Landesherr von Warburg abzweigend von der Diemel einen 1,5 km langen Mühlengraben („exterior aquaeductus“) ausheben, der von der Einmündung der Twiste im Westen an der Nordseite des Diemeltales unmittelbar vor der Altstadt von Warburg entlang bis zur Diemeleinmündung des Siekbach im Osten geführt wurde.
Da sich die Bürger der Altstadt durch den Bau des Mühlengrabens geschädigt fühlten, bekamen sie zunächst eine Rente aus den anliegenden Gärten überwiesen und später auch die Gärten selbst übertragen. Zudem wurde ihnen am 28. Februar 1297 ein Bauplatz für eine Wassermühle am Ende des Mühlengrabens „bei der Steingrube neben dem äußeren Diemelwehr“ einschließlich Mühlenrecht geschenkt. Bereits 1304 war die Mühle fertiggestellt und wurde Untermühle, später auch Austermühle (östliche Mühle) genannt.

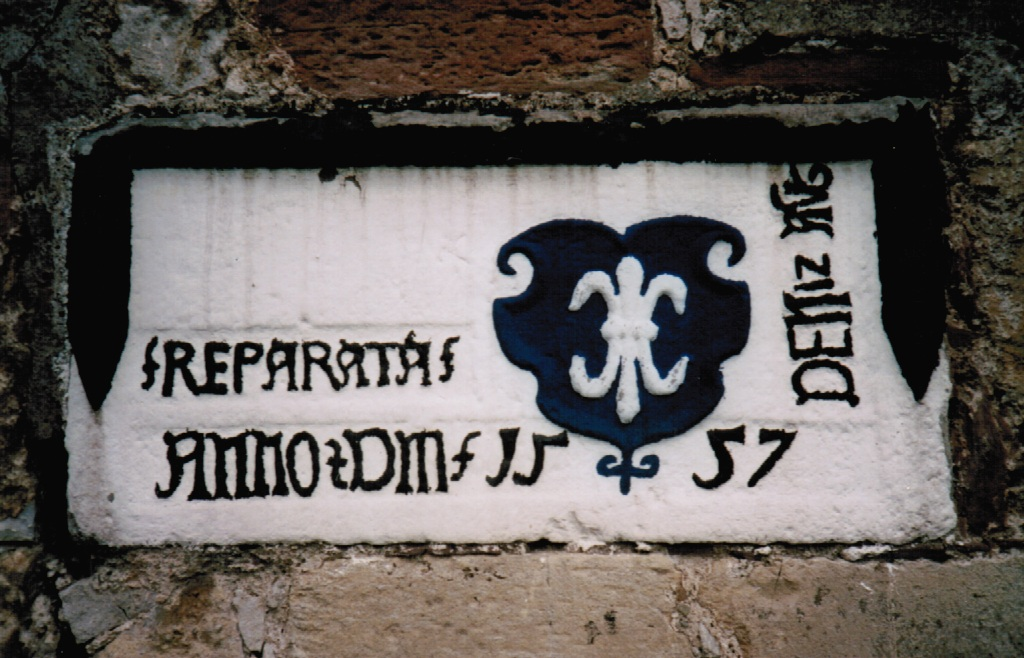
Inschrifttafel von 1557

1557 wurde die immer noch städtische Mühle instand gesetzt, wie eine 0,97 × 0,5 m große Sandsteintafel am Gebäude bezeugt. Sie trägt das städtische Wappen mit der Warburger Lilie und die Inschrift:
„REPARATA ANNO DM 1557 DEN 12.AUG.“
1813 wurde die Mühle im Statistischen Repertorium über das Königreich Westphalen erwähnt.
Zu Beginn des 19. Jahrhunderts wurde die Mühle erneut umgebaut und mit neuen Fachwerkgiebeln versehen. Zu der Zeit gehörte das noch Untermühle genannte Anwesen einer Familie Austermühl, die sie als Öhlmühle und Flachs- und Gipsbockemühle nutzte und am 4. Juni 1840 zur Verpachtung anbot. Am 26. Mai 1885 brannte das Mühlengebäude aus, der Brandstifter, ein Herr Pieper aus Engar, wurde gefasst und zu vier Jahren Haft verurteilt. Im Folgejahr brannte die Mühle während des Wiederaufbaus erneut in Folge von Fahrlässigkeit. Später gelangte sie in Eigentum der 1892 gegründeten Warburger Zuckerfabrik, der sie zur Stromerzeugung diente, und wurde durch Backsteinanbauten ergänzt.
Nach dem Julihochwasser 1965 ließ die Stadt Warburg den Mühlengraben 1966 zuschütten, so dass eine Nutzung als Mühle nicht mehr möglich war. 1986 kaufte die Stadt Warburg die Mühle zurück und nutzt sie nach mehrjährigem Leerstand als Notunterkunft für Obdachlose. 1987 erfolgte ein Aufmaß mit bauhistorischer Untersuchung durch Elmar Nolte und Studenten der Universität Kassel. Danach erfolgten einige Instandhaltungsarbeiten, darunter eine komplette Dacherneuerung mit roten Tonziegeln. 2015 gab es zwei Wohnungsbrände in dem immer noch von Obdachlosen und Asylbewerbern bewohnten Gebäude. Danach wurde das Haus evakuiert.
Im Juli 2017 ließ die Stadt die nördlichen Backsteinanbauten auf ihre Kosten (ca. 60.000 €) abbrechen, der denkmalgeschützte mittelalterliche, wegen seiner starken Wände nur beschränkt nutzbare Teil blieb stehen. Dieses fand Kritik, da das Haus zuvor nicht zum Verkauf ausgeschrieben worden war und bei einem Verkauf mit Renovierungsverpflichtung für Wohnungen die Stadt weniger Kosten gehabt und einen Betrag zum Mietwohnungsbau geleistet hätte.
Im Dezember 2021 wurde die Austermühle von der Stadt zum Verkauf angeboten, aufgrund dessen drei Nutzungskonzepte mit Kaufgeboten abgegeben wurden, von welchem eines den Vorgaben der denkmalrechtlichen Prüfung entsprach. Daraufhin wurde am 19. April 2022 ein positiver Vorbescheid vom Kreis Höxter zum „Umbau der ehemaligen Austermühle“ erteilt und der Rat der Stadt hat dem Verkauf in seiner Sitzung am 10. Mai 2022 einstimmig zugestimmt. Das Konzept des Erwerbers sieht eine Wohnnutzung im Erd-, Ober- und Dachgeschoss vor, die mit einer umfassenden Sanierung einhergeht. Das Natursteinmauerwerk der Fassaden soll in Form und Gestaltung erhalten werden.

## Gebäude
Der fast vollständig erhaltene mittelalterliche Baubestand der Mühle umfasst ein dreigeschossiges Gebäude von 16,3 m Länge und 13,77 m Breite. Er ist massiv aus Kalkbruchsteinen mit einer kräftigen Eckquaderung errichtet. Die Mauerstärke im Erdgeschoss beträgt 2,05 m. Die beiden Traufwände und der Nordgiebel sind bis unter das Dach massiv gebaut. Der dem Mühlgraben zugewandte Südgiebel war ab dem zweiten Geschoss schon immer in Fachwerkbauweise errichtet. Dort befand sich auch das Mühlrad. In den später durch Fenster- und Türdurchbrüche veränderten Fassaden sind einige der ursprünglichen gotischen Rechteckfenster von 0,75 m × 0,5 m Größe und gefasten Werksteinlaibungen erhalten.
Die Ziegelsteinanbauten stammten aus der Zeit um 1900 und 1930.